# Кузнецова, Антонина Акимовна
Антонина Акимовна Кузнецова (24 июня 1901, Березово, Оренбургская губерния — 25 января 1996, Челябинск) — советский педагог, хозяйственный, государственный и политический деятель.

## Биография
Антонина Кузнецова родилась 24 июня 1901 года в семье крестьянина-бедняка в селе Березово Каменной волости Челябинского уезда Оренбургской губернии, ныне село входит в Шумихинский муниципальный округ Курганской области.
Окончила начальную школу, затем двухклассное училище и Усть-Уйское училище.
С 1919 года — на хозяйственной, общественной и политической работе. С 1919 года — заведующая Разбегаевской начальной школы Кипельской волости, учитель Берёзовской, Мало-Дюрягинской, Ново-Кочедыкской, Кондинской школ.
В 1930 году окончила курсы по подготовке учителей и работала преподавателем русского языка и литературы в Шумихинской средней школе. Организовала в школе литературный кружок.
Перед Великой Отечественной войной семья Кузнецовых переехала в село Берёзово Шумихинского района. Работала там учителем русского языка и литературы и завучем. В годы Великой Отечественной войны её муж и два сына ушли на фронт. Сын Кузнецов Валерий Терентьевич (1924—19.01.1944) погиб в Черкасской области Украинской ССР. 
Работала директором семилетней школы и секретарём первичной партийной организации.
В 1946 году жители села Берёзово выдвинули её кандидатуру в Верховный Совет СССР. В 1946 году была назначена заведующей Шумихинским районным отделом народного образования, потом заведующей Отделом школ Курганского обкома ВКП(б). Окончила Высшую партийную школу в городе Москве.
С 1950 года директор Берёзовской семилетней школы Шумихинского района.
Избиралась депутатом Верховного Совета СССР 2-го созыва, членом Шумихинского райкома партии и секретарём первичной партийной организации, депутатом Берёзовского сельского Совета, председателем народного суда, председателем женсовета. Выступала с лекциями и докладами, тесно сотрудничала с районной газетой «Знамя труда».
С 1973 года жила в городе Челябинске.
Антонина Акимовна Кузнецова умерла 25 января 1996 года в городе Челябинске Челябинской области.

## Награды
- Медаль «За трудовую доблесть»
- Медаль «За доблестный труд в Великой Отечественной войне 1941—1945 гг.»
- Юбилейные медали
- Почётные грамоты и благодарности
- Звание «Почётный житель села Берёзово».